# Elecciones presidenciales de Austria de 1980
Las elecciones presidenciales se celebraron en Austria el 18 de mayo de 1980. Apoyado por los dos partidos principales, el gobernante Partido Socialista y el opositor Partido Popular de Austria, el presidente titular Rudolf Kirchschläger fue reelegido con un abrumador 79.9% de los votos. Sus rivales fueron Willfried Gredler del Partido de la Libertad de Austria y Norbert Burger del neonazi Partido Nacionaldemócrata, que más tarde fue prohibido.

## Resultados
| Candidato                          | Partido                            | Votos     | %     |
| ---------------------------------- | ---------------------------------- | --------- | ----- |
| Rudolf Kirchschläger               | SPÖ–ÖVP                            | 3,538,748 | 79.87 |
| Willfried Gredler                  | Partido de la Libertad de Austria  | 751,400   | 16.96 |
| Norbert Burger                     | Partido Nacionaldemócrata          | 140,741   | 3.18  |
| Votos nulos/en blanco              | Votos nulos/en blanco              | 348,165   | –     |
| Total                              | Total                              | 4,779,054 | 100   |
| Votantes registrados/participación | Votantes registrados/participación | 5,215,875 | 91.6  |
| Fuente: Nohlen & Stöver            |                                    |           |       |